# Bailey Falter
Bailey Falter (Chino Hills, California, 24 de abril de 1997) es un jugador profesional estadounidense de béisbol que se desempeña en la posición de lanzador en Pittsburgh Pirates, equipo de las Grandes Ligas de Béisbol (MLB).

## Carrera
Falter hizo su debut en la MLB con el equipo Philadelphia Phillies, en el cual jugó tres temporadas (2021-2023), después pasó a Pittsburgh Pirates, donde lleva jugando dos temporadas.